# Dieter Stein (Radsportler)

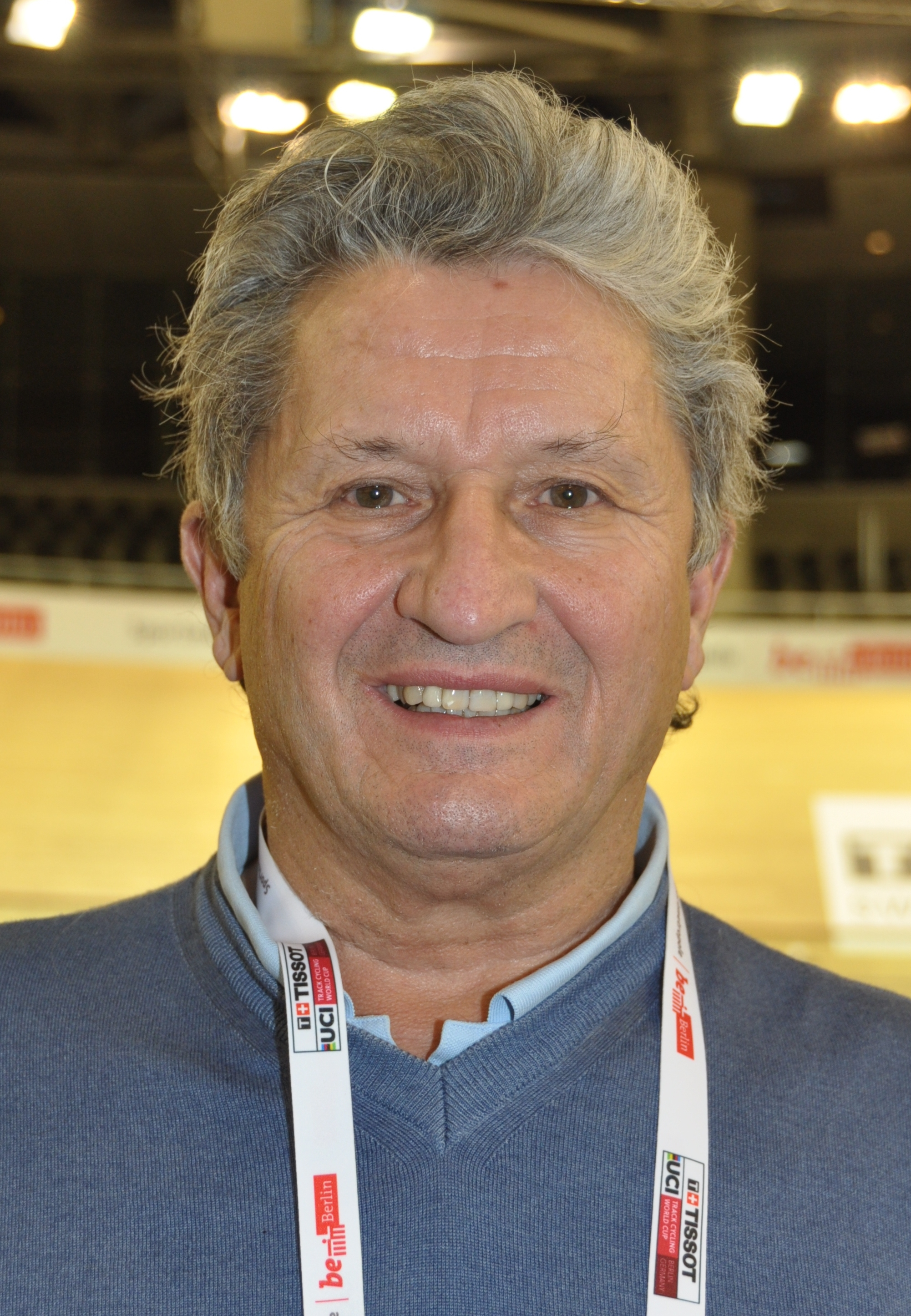
Dieter Stein (2018)

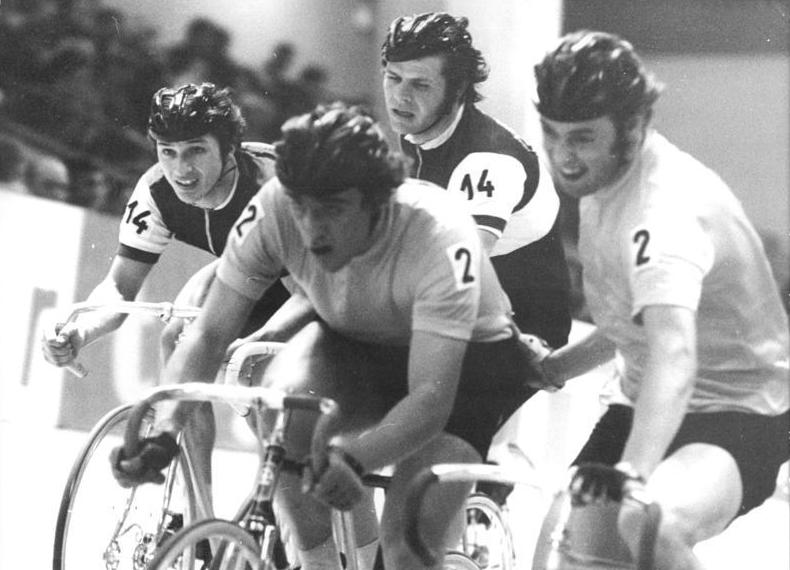
Dieter Stein (l.) beim Winterbahn-Rennen in der Werner-Seelenbinder-Halle 1977

Dieter Stein (* 21. Juni 1955 in Berlin) ist ein ehemaliger deutscher Radsportler sowie späterer Trainer und Sportlicher Leiter des Berliner Sechstagerennens.

## Sportliche Laufbahn
Stein begann seine radsportliche Laufbahn bei der BSG Empor Berlin. Einen Titel gewann er bei den Rennen der Kinder- und Jugendspartakiade 1972. Dieter Stein war von 1969 bis 1985 als Bahnradsportler in der DDR aktiv, er fuhr für den Berliner TSC. In dieser Zeit wurde er fünfmal DDR-Meister, im Punktefahren (1984), in der Mannschaftsverfolgung (1976 und 1977) sowie dem Zweier-Mannschaftsfahren (1980 mit Volker Winkler und 1981 mit Frank Kühn). Dreimal wurde Dieter Stein zudem DDR-Meister auf der Winterbahn in der Werner-Seelenbinder-Halle, gewann dreimal das Amateur-Sechstagerennen (6 Tage um den Preis der Jungen Welt), viermal das Rennen „1001 Runde“ sowie dreimal die Internationale Meisterschaft von Berlin im Zweier-Mannschaftsfahren. 1985 beendete er seine Laufbahn.

## Berufliches
Ursprünglich hat Dieter Stein eine Ausbildung zum Elektrotechniker absolviert. In späteren Jahren war Dieter Stein, der inzwischen eine Ausbildung zum Sportlehrer gemacht hatte, ab 1985 Trainer des Berliner KED-Bianchi Teams, der U-23-Mannschaft des Berliner Radsportsverbandes,. Unter steinen Schützlingen befanden sich Fahrer wie  Erik Zabel, Jens Voigt, Andreas Klöden und Jan Schaffrath. 2009 wurde er als Nachfolger von Otto Ziege Sportlicher Leiter des Berliner Sechstagerennens. 2015 verunglückte Stein bei einem Trainingsunfall auf Mallorca schwer.